# Anthony Shadid
Anthony Shadid (Oklahoma City, 26 settembre 1968 – Damasco, 16 febbraio 2012) è stato un giornalista statunitense, corrispondente per diverse testate giornalistiche per il Medio Oriente. Ha vinto il Premio Pulitzer per il giornalismo nel 2004 e nel 2010 per gli articoli scritti sulla guerra in Iraq..

## Biografia
Shadid era figlio di statunitensi di origine libanese. Ha studiato presso l'università del Wisconsin e all'università americana del Cairo. Parlava correntemente la lingua araba e ha lavorato per il Washington Post, il Boston Globe e l'Associated Press. Nel 2009 è passato a far parte del New York Times. Per questa testata ha seguito l'evolversi della primavera araba del 2011, con lo scoppio delle proteste a Tunisi, per poi passare alle proteste egiziane.
È scomparso nel 2012 all'età di 43 anni in Siria  a seguito di un attacco di asma causata da un'allergia ai cavalli.